# Kenyon Martin
Kenyon Lee Martin (ur. 30 grudnia 1977 roku w Saginaw) – amerykański koszykarz grający na pozycji silnego skrzydłowego.

## Kariera w NBA
Został wybrany z numerem 1 przez New Jersey Nets w drafcie w 2000. W pierwszym sezonie gry na zawodowych parkietach rozegrał 68 spotkań, wszystkie w pierwszym składzie. Średnio zdobywał 12 punktów w meczu i zbierał 7,4 piłek. Został wybrany do najlepszej piątki debiutantów sezonu. Zajął też drugie miejsce w głosowaniu na debiutanta roku.
Kolejny rok to 73 mecze, ponownie wszystkie w pierwszej piątce. Martin poprawił zdobycze punktowe (14,9), jednak zbierał mniej piłek (5,3). Zespół New Jersey Nets z Martinem, Jasonem Kiddem czy Richardem Jeffersonem dotarł do finału NBA. Zespół Martina przegrał z Los Angeles Lakers. W trzecim sezonie Kenyon Martin ponownie wszystkie mecze rozpoczynał na parkiecie i zanotował najlepsze statystyki w dotychczasowej karierze. Zdobywał 16,7 punktów w meczu i miał 8,3 zbiórek. Zespół ponownie awansował do finału ligi, i znów przegrał. Tym razem z San Antonio Spurs. W sezonie 2003-2004 Martin zdobywał 16,7 punktów i miał ponad 9 zbiórek. Pozwoliło to na powołanie do drużyny wschodu w meczu gwiazd. Zdobył w nim 17 punktów, ale wschód przegrał 132-136. Na sezon 2004-2005 Martin przeszedł do Denver Nuggets. W pierwszym sezonie gry w nowej drużynie zdobywał 15,5 punktów w meczu. W następnym sezonie Martin zaliczał niecałe 13 punktów. Sezon 2006-2007 to tylko dwa rozegrane mecze i bardzo poważna kontuzja, która wykluczyła go z całego sezonu.
W lipcu 2015 ogłosił zakończenie kariery sportowej.

## Finał NBA w 2002
New Jersey Nets z Martinem w składzie w pierwszej rundzie playoff pokonali Indianę Pacers 3:2. W półfinale konferencji wyższość Nets uznali Charlotte Hornets. W finale wschodu zespół Martina pokonał Boston Celtics 4:2. W finale ligi New Jersey Nets zmierzyli się z Los Angeles Lakers. W pierwszym meczu finałów rozegranym w hali Staples Center gospodarze wygrali 99:94. Martin trafił 7 rzutów z gry w tym jeden za trzy. Zdobył 21 punktów. Bohaterem meczu został Shaquille O’Neal, który zaliczył 36 punktów. W drugim meczu w Los Angeles Nets przegrali 83-106. Martin trafił 2 z 8 oddanych rzutów. Trzeci mecz finałów odbył się w New Jersey. Po remisowych trzech kwartach ostatnią część meczu trzema punktami wygrała drużyna Los Angeles Lakers. Martin zdobył 26 punktów, jednak po stronie rywali duet Kobe Bryant, Shaquille O’Neal łącznie uzyskał 71 punktów. Mecz numer 4 to kolejna porażka gospodarzy, 107-113. Martin był najlepszym zawodnikiem ekipy. Zdobył 35 punktów, zebrał 11 piłek. Zespół Los Angeles Lakers zdobył tytuł mistrza NBA.

## Finał NBA w roku 2003
W pierwszej rundzie drużyna Martina wyeliminowała Milwaukee Bucks. W półfinale przyszedł czas na rewanż za ubiegłoroczny finał konferencji. Nets ponownie pokonali Boston Celtics. W finale Konferencji Wschodniej Nets uporali się w stosunku 4:0 z Detroit Pistons. W finale ligi przyszło mierzyć się z San Antonio Spurs. Podobnie jak w zeszłym roku, finał rozpoczynał się na wyjeździe. Spurs zwyciężyli 101:89. Martin zdobył 21 punktów i 12 zbiórek. W rewanżu Nets wygrali 87:85. Martin zdobył 14 punktów. W meczu numer 3, odbywającym się w Continental Airlines Arena, Martin był najlepszym strzelcem swojej drużyny z dorobkiem 21 punktów. Zespół przegrał jednak 79:84. W czwartym meczu doszło do wyrównania stanu rywalizacji. Jednym punktem lepsi okazali się gospodarze ze wschodu. W meczu numer 5, przed własną publicznością Nets ulegli 83:93 drużynie Ostróg. W meczu numer 6, Spurs pokonali drużynę Martina jedenastoma punktami i zostali mistrzami NBA.

## Osiągnięcia

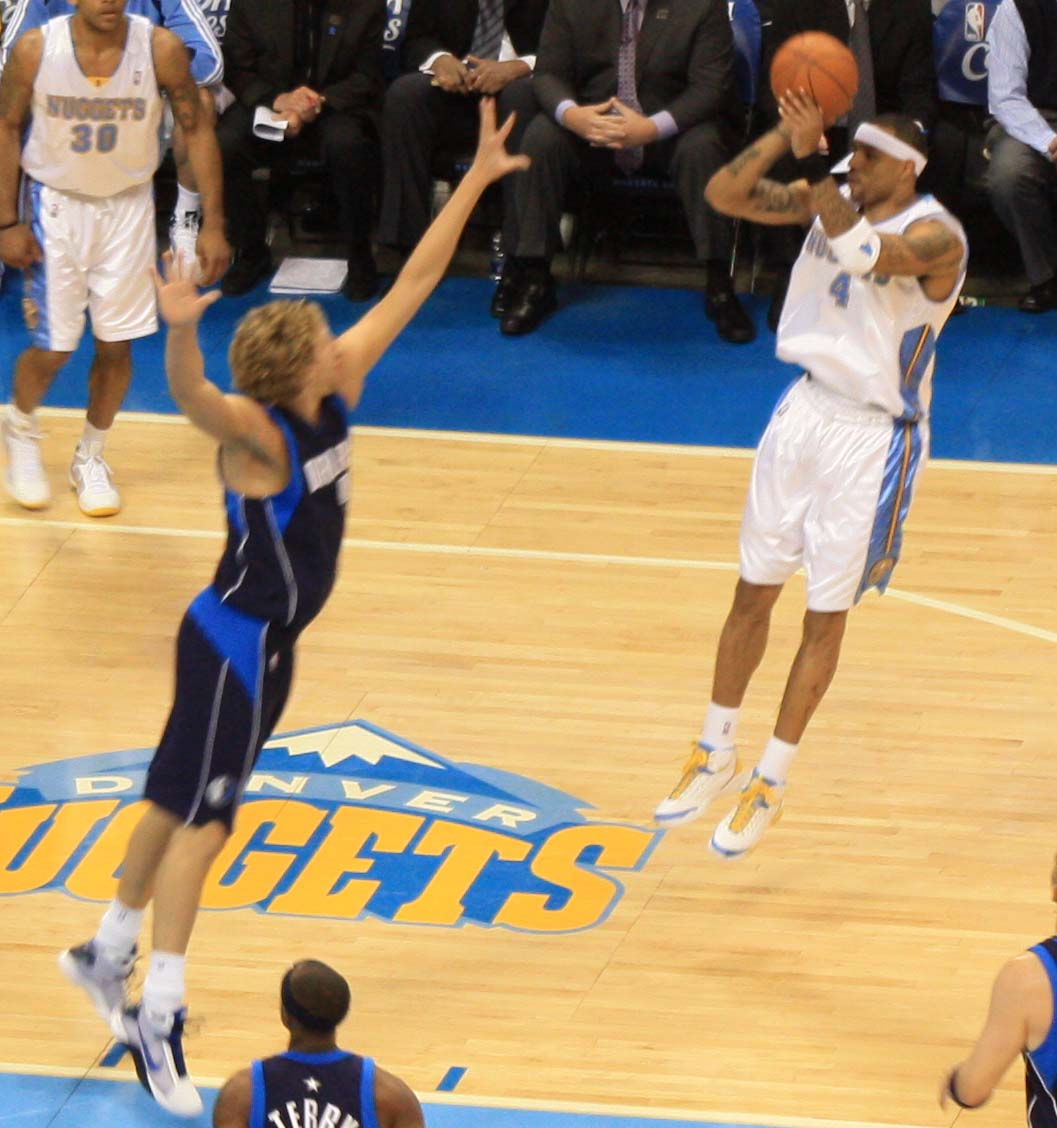
Martin podczas rzutu, przeciw Dirkowi Nowitzkiemu (2009).

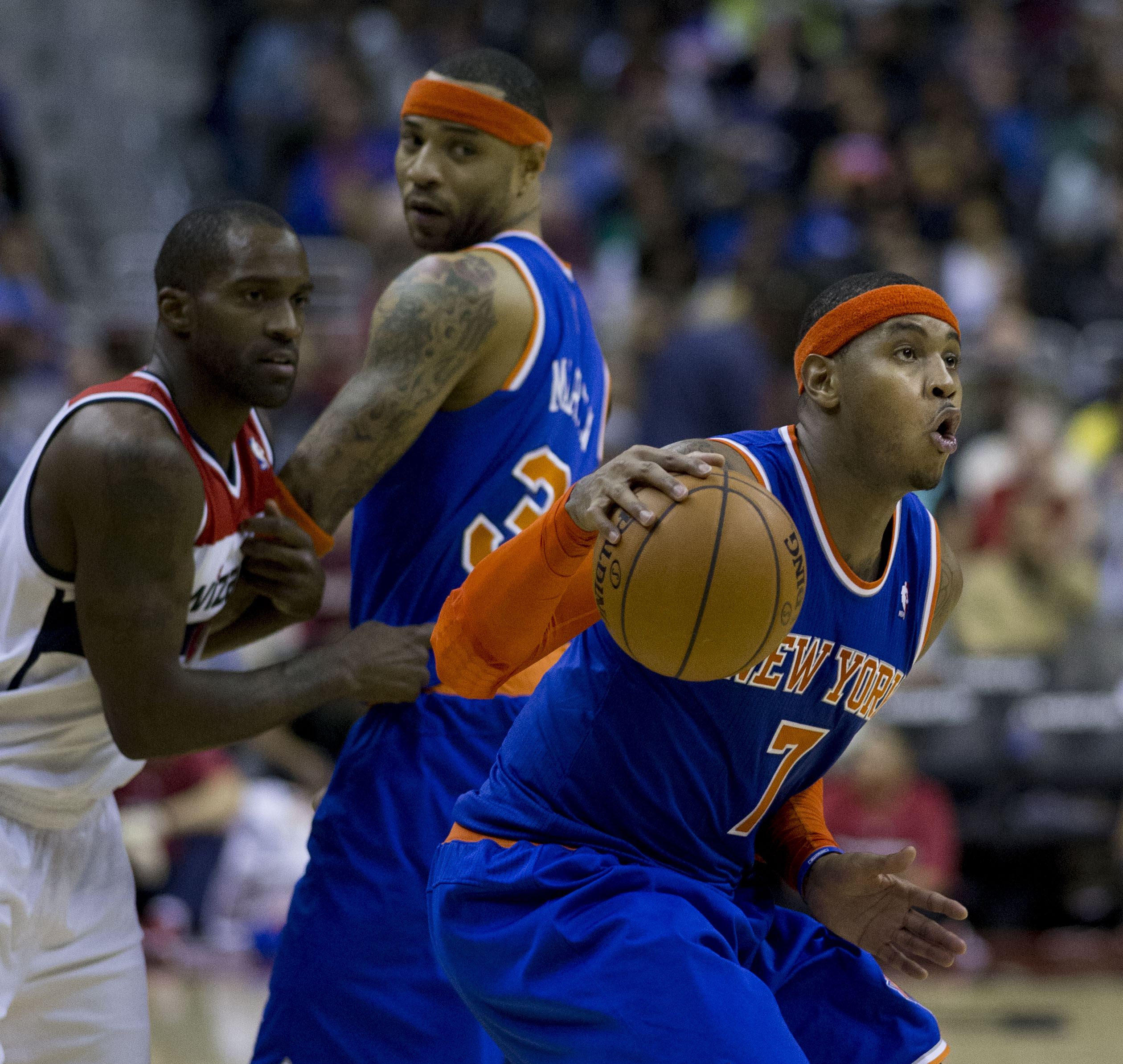
Martin w barwach Knicks (pośrodku). Po prawej Carmelo Anthony(23.11.2013).

Na podstawie, o ile nie zaznaczono inaczej.
NCAA
- Uczestnik turnieju NCAA (1997–2000)
- Mistrz:
  - turnieju konferencji American Athletic (AAC  1998)
  - sezonu regularnego AAC (1997–2000)
- Koszykarz Roku:
  - NCAA:
    - im. Johna R. Woodena (2000)[4]
    - im. Naismitha (2000)[5]
    - według:
      - Sporting News (2000)[6]
      - Associated Press (2000)[7]
      - National Association of Basketball Coaches (NABC – 2000)[8]
      - Basketball Times (2000)

    - Adolph Rupp Trophy (2000)[9]
    - Oscar Robertson Trophy (2000)[10]

  - konferencji USA (2000)[11]
- MVP turnieju konferencji USA (1998)
- Obrońca Roku:
  - NCAA według NABC (2000)[12]
  - Konferencji USA (1998, 1999, 2000)
- Zaliczony do:
  - I składu:
    - All-American (2000)
    - konferencji USA (1999, 2000)
    - turnieju:
      - USA (1998)
      - Great Alaska Shootout (1999)

  - II składu USA (1998)

NBA
- Wicemistrz NBA (2002, 2003)
- Uczestnik:
  - meczu gwiazd NBA (2004)
  - Rising Stars Challenge (2001, 2002)
- Zaliczony do I składu debiutantów NBA (2001)[13]
- Zawodnik:
  - miesiąca NBA (luty 2004)
  - tygodnia (8.02.2004)
- Debiutant miesiąca (listopad 2000, marzec 2001)

Reprezentacja
- Mistrz:
  - Ameryki (2003)[14]
  - Igrzysk Dobrej Woli (2001)[15]
  - Uniwersjady (1999)

## Statystyki
Na podstawie Basketball-Reference.com (ang.)

### Sezon regularny
| Sezon   | Drużyna       | M   | S5  | MPG  | FG%   | 3P%   | FT%   | RPG  | APG | SPG | BPG | PPG  |
| ------- | ------------- | --- | --- | ---- | ----- | ----- | ----- | ---- | --- | --- | --- | ---- |
| 2000/01 | New Jersey    | 68  | 68  | 33,4 | 44,5% | 9,1%  | 63,0% | 7,4  | 1,9 | 1,1 | 1,7 | 12,0 |
| 2001/02 | New Jersey    | 73  | 73  | 34,3 | 46,3% | 22,4% | 67,8% | 5,3  | 2,6 | 1,2 | 1,7 | 14,9 |
| 2002/03 | New Jersey    | 77  | 77  | 34,1 | 47,0% | 20,9% | 65,3% | 8,3  | 2,4 | 1,3 | 0,9 | 16,7 |
| 2003/04 | New Jersey    | 65  | 62  | 34,6 | 48,8% | 28,0% | 68,4% | 9,5  | 2,5 | 1,5 | 1,3 | 16,7 |
| 2004/05 | Denver        | 70  | 67  | 32,5 | 49,0% | 0,0%  | 64,6% | 7,3  | 2,4 | 1,4 | 1,1 | 15,5 |
| 2005/06 | Denver        | 56  | 49  | 27,6 | 49,5% | 22,7% | 71,2% | 6,3  | 1,4 | 0,8 | 0,9 | 12,9 |
| 2006/07 | Denver        | 2   | 2   | 31,5 | 50,0% | 0,0%  | 25,0% | 10,0 | 0,5 | 0,0 | 0,0 | 9,5  |
| 2007/08 | Denver        | 71  | 71  | 30,4 | 53,8% | 18,2% | 58,0% | 6,5  | 1,3 | 1,2 | 1,2 | 12,4 |
| 2008/09 | Denver        | 66  | 66  | 32,0 | 49,1% | 36,8% | 60,4% | 6,0  | 2,0 | 1,5 | 1,1 | 11,7 |
| 2009/10 | Denver        | 58  | 58  | 34,2 | 45,6% | 27,6% | 55,7% | 9,4  | 1,9 | 1,2 | 1,1 | 11,5 |
| 2010/11 | Denver        | 48  | 48  | 25,7 | 51,1% | 22,2% | 58,3% | 6,2  | 2,3 | 0,9 | 0,7 | 8,6  |
| 2011/12 | L.A. Clippers | 42  | 0   | 22,4 | 44,1% | 23,1% | 37,0% | 4,3  | 0,4 | 1,0 | 1,0 | 5,2  |
| 2012/13 | New York      | 18  | 11  | 23,9 | 60,2% | –     | 42,5% | 5,3  | 0,4 | 0,9 | 0,9 | 7,2  |
| 2013/14 | New York      | 32  | 15  | 19,8 | 51,2% | 0,0%  | 57,9% | 4,2  | 1,6 | 0,8 | 0,8 | 4,3  |
| 2014/15 | Milwaukee     | 11  | 0   | 9,5  | 40,9% | –     | 100%  | 1,7  | 0,5 | 0,5 | 0,5 | 1,8  |
| Razem   |               | 757 | 667 | 30,6 | 48,3% | 23,4% | 62,9% | 6,8  | 1,9 | 1,2 | 1,1 | 12,3 |

### Play-offy
| Sezon | Drużyna       | M   | S5 | MPG  | FG%   | 3P%   | FT%   | RPG  | APG | SPG | BPG | PPG  |
| ----- | ------------- | --- | -- | ---- | ----- | ----- | ----- | ---- | --- | --- | --- | ---- |
| 2002  | New Jersey    | 20  | 20 | 37,5 | 42,4% | 22,2% | 69,1% | 5,8  | 2,9 | 1,2 | 1,3 | 16,8 |
| 2003  | New Jersey    | 20  | 20 | 38,9 | 45,3% | 9,1%  | 69,3% | 9,4  | 2,9 | 1,5 | 1,6 | 18,9 |
| 2004  | New Jersey    | 11  | 11 | 37,2 | 53,3% | 0,0%  | 75,0% | 11,0 | 1,1 | 1,2 | 1,3 | 19,1 |
| 2005  | Denver        | 5   | 5  | 32,8 | 46,6% | 0,0%  | 61,5% | 5,6  | 1,2 | 1,0 | 1,0 | 12,4 |
| 2006  | Denver        | 2   | 0  | 17,5 | 30,8% | –     | 50,0% | 4,5  | 0,5 | 2,0 | 1,0 | 4,5  |
| 2008  | Denver        | 4   | 4  | 29,5 | 44,1% | –     | 62,5% | 6,3  | 1,3 | 1,0 | 0,5 | 8,8  |
| 2009  | Denver        | 16  | 16 | 33,6 | 49,7% | 20,0% | 65,7% | 5,9  | 2,1 | 1,1 | 0,9 | 10,9 |
| 2010  | Denver        | 6   | 6  | 34,2 | 48,0% | 0,0%  | 63,2% | 8,3  | 1,3 | 1,5 | 1,2 | 10,0 |
| 2011  | Denver        | 5   | 5  | 29,6 | 48,0% | –     | 61,1% | 7,8  | 1,6 | 0,4 | 0,4 | 11,8 |
| 2012  | L.A. Clippers | 11  | 0  | 17,5 | 52,4% | –     | 62,5% | 3,2  | 0,3 | 0,4 | 1,7 | 4,5  |
| 2013  | New York      | 12  | 1  | 21,1 | 58,0% | –     | 55,0% | 4,5  | 0,9 | 0,8 | 1,4 | 5,8  |
| Razem |               | 112 | 88 | 32,0 | 47,0% | 12,9% | 67,9% | 6,8  | 1,8 | 1,1 | 1,2 | 12,9 |